# Женщина в красном кресле
«Женщина в красном кресле» (фр. Femme dans un fauteuil rouge) — картина Пабло Пикассо. Написана в 1929 году в период сюрреализма. Находится в Menil Collection, Хьюстон, США. Размер — 65,1 × 54 см.
На портрете, вероятно, изображена анонимная модель, но по общим очертаниям она напоминает Ольгу Хохлову, жену художника, с которой он расстался примерно в 1927 году, за два года до написания картины. Ранее Пикассо изображал Хохлову нежной и доброй, но когда их отношения испортились, он стал придавать ей резкие, иногда зловещие черты, искажая её образ. Картина написана в формате традиционного портрета, когда изображаемая модель просто сидит и смотрит на зрителя. Искажённые формы тела свидетельствует о постоянном общении Пикассо с сюрреалистами в 1920-х годах.
13 июня 2012 года картина была испорчена вандалом. Инцидент был записан на телефон посетителем музея Menil Collection. На видео неизвестный молодой человек подходит к картине и с помощью трафарета и баллончика с краской быстро рисует на ней тореадора, убивающего быка, а затем пишет слово исп. Conquista (покорение). Позднее преступник, назвавший себя «перспективным мексиканским художником», объяснил, что он сделал это, чтобы «отдать дань уважения Пабло Пикассо». К счастью, сотрудникам музея довольно быстро удалось очистить полотно от нанесённой на него краски.
Картина была приобретена в 1956 году и является одной из девяти работ Пикассо, принадлежащих музею Menil Collection, где она экспонируется с 1987 года.